# Malajesdi vár
A malajesdi vár műemlék Romániában, Hunyad megyében. A romániai műemlékek jegyzékében a HD-II-a-A-03363 sorszámon szerepel.